# Sancho II van Castilië
Sancho II (?, 1037 – Zamora, 6 oktober 1072) was koning van Castilië van 1065 tot aan zijn dood.
Sancho erfde Castilië van zijn vader, Ferdinand I, die bij testament zijn koninkrijk over zijn vier kinderen verdeelde. Sancho veroverde vervolgens samen met zijn opperbevelhebber Rodrigo Díaz de Vivar het koninkrijk León op zijn broer Alfons en het koninkrijk Galicië op zijn broer García. Toen hij ook aan zijn zuster Urraca de heerschappij over Zamora wilde ontnemen, werd hij bij het beleg van deze stad vermoord, mogelijk in opdracht van zijn broer Alfons en zijn zuster Urraca.

## Voorouders
| Voorouders van Sancho II van León (1037-1072) | Voorouders van Sancho II van León (1037-1072)                     | Voorouders van Sancho II van León (1037-1072)                     | Voorouders van Sancho II van León (1037-1072)                     | Voorouders van Sancho II van León (1037-1072)                     | Voorouders van Sancho II van León (1037-1072)                  | Voorouders van Sancho II van León (1037-1072)                  | Voorouders van Sancho II van León (1037-1072)                  | Voorouders van Sancho II van León (1037-1072)                  |
| --------------------------------------------- | ----------------------------------------------------------------- | ----------------------------------------------------------------- | ----------------------------------------------------------------- | ----------------------------------------------------------------- | -------------------------------------------------------------- | -------------------------------------------------------------- | -------------------------------------------------------------- | -------------------------------------------------------------- |
| Overgrootouders                               | García II van Navarra (964-1000) ∞ Jimena Fernández (-1045)       | García II van Navarra (964-1000) ∞ Jimena Fernández (-1045)       | Sancho I Garcés (965-1017) ∞ Uracca Salvadores (-)                | Sancho I Garcés (965-1017) ∞ Uracca Salvadores (-)                | Bermudo II van León (953-999) ∞ 1003 Elvira García (-1017)     | Bermudo II van León (953-999) ∞ 1003 Elvira García (-1017)     | Menendo González (-) ∞ ? (-)                                   | Menendo González (-) ∞ ? (-)                                   |
| Grootouders                                   | Sancho III van Navarra (994-1035) ∞ Mayor van Castilië (995-1066) | Sancho III van Navarra (994-1035) ∞ Mayor van Castilië (995-1066) | Sancho III van Navarra (994-1035) ∞ Mayor van Castilië (995-1066) | Sancho III van Navarra (994-1035) ∞ Mayor van Castilië (995-1066) | Alfons V van León (994-1028) ∞ Elvira Menéndez (-1022)         | Alfons V van León (994-1028) ∞ Elvira Menéndez (-1022)         | Alfons V van León (994-1028) ∞ Elvira Menéndez (-1022)         | Alfons V van León (994-1028) ∞ Elvira Menéndez (-1022)         |
| Ouders                                        | Ferdinand I van León (1016-1065) ∞ Sancha van León (1013-1067)    | Ferdinand I van León (1016-1065) ∞ Sancha van León (1013-1067)    | Ferdinand I van León (1016-1065) ∞ Sancha van León (1013-1067)    | Ferdinand I van León (1016-1065) ∞ Sancha van León (1013-1067)    | Ferdinand I van León (1016-1065) ∞ Sancha van León (1013-1067) | Ferdinand I van León (1016-1065) ∞ Sancha van León (1013-1067) | Ferdinand I van León (1016-1065) ∞ Sancha van León (1013-1067) | Ferdinand I van León (1016-1065) ∞ Sancha van León (1013-1067) |